# Wolfgang Mückstein
Wolfgang Mückstein (Vienna, 5 luglio 1974) è un politico austriaco, dal 19 aprile 2021 Ministro federale della salute per I Verdi nel governo federale Kurz II, nel governo federale Schallenberg e nel governo federale Neammer.

## Biografia
Mückstein ha studiato medicina all'Università di Vienna dal 1993 al 2002. Ha completato uno studio complementare di medicina tradizionale cinese con la laurea in agopuntura.